# Gonatium geniculosum
Espèce
Gonatium geniculosum est une espèce d'araignées aranéomorphes de la famille des Linyphiidae.

## Distribution
Cette espèce est endémique de France. Elle se rencontre dans les Alpes-Maritimes.

## Publication originale
- Simon, 1918 : Descriptions de plusieurs espèces d'arachnides récemment découvertes en France. (Quatrième note). Bulletin de la Société entomologique de France, vol. 1918, p. 152-155 (texte intégral).